# Volker Meier (Ministerialbeamter)
Volker Meier (* 15. September 1969 in Passau) ist ein deutscher Ministerialbeamter. Er war von 2015 bis 2017 der Bevollmächtigte des Landes Nordrhein-Westfalen beim Bund.

## Leben
Nach der Schule absolvierte Meier zunächst von 1987 bis 1990 eine Ausbildung zum Bankkaufmann und machte 1992 das Abitur. Anschließend studierte er von 1992 bis 1996 Politikwissenschaft mit den Nebenfächern Volkswirtschaft und öffentliches Recht in Marburg und Freiburg. Er schloss das Studium mit dem Magister ab. Daneben war er von 1994 bis 1997 als studentische Hilfskraft und wissenschaftlicher Mitarbeiter im Wahlkreisbüro des Bundestagsabgeordneten Gernot Erler (SPD) tätig. 
Danach arbeitete er von 1997 bis 1998 als wissenschaftlicher Mitarbeiter bei der Bundestagsabgeordneten Christa Lörcher (SPD) und wechselte 1998 in die Planungsgruppe der Staatskanzlei NRW. Im Jahr 1999 wurde er wissenschaftlicher Mitarbeiter beim Bundestagsabgeordneten Bernd Scheelen (SPD) und 2001 Referent in der Planungsgruppe der SPD-Bundestagsfraktion. In den Jahren 2004 und 2005 war er als Büroleiter des Fraktionsvorsitzenden Franz Müntefering (SPD) tätig und kehrte danach wieder in die Planungsgruppe zurück und übernahm zudem deren Leitung. Im Jahr 2009 wechselte er den Bereich und wurde Leiter der Bund-Länder-Koordinierungsstelle der SPD-Fraktion.
Von 2011 bis 2012 war er als Nationaler Experte bei der Internationalen Arbeitsorganisation Berlin der Vereinten Nationen tätig. Anschließend arbeitete er als Leiter des Referats „Grundsatzfragen der Behindertenpolitik“ im Bundesministerium für Arbeit und Soziales. Im Dezember 2013 übernahm er die Leitung der Vertretung des Landes Nordrhein-Westfalen beim Bund. Vom 1. Oktober 2015 bis zum 31. August 2017 war er als Ministerialdirigent zudem der Bevollmächtigte des Landes Nordrhein-Westfalen beim Bund. Auf ihn folgte der Staatssekretär Mark Speich (CDU).
Im Mai 2018 übernahm er im Amt eines Ministerialdirigenten die Leitung der neu geschaffenen Abteilung „Planung, Strategie, Presse, Kommunikation“ des Bundesministeriums für Umwelt, Naturschutz und nukleare Sicherheit unter Leitung der Bundesministerin Svenja Schulze (SPD). 2021 übernahm er die Leitung des Arbeitsstabes der Beauftragten der Bundesregierung für Migration, Flüchtlinge und Integration, Reem Alabali-Radovan (SPD), im Bundeskanzleramt.